# Delfí Abella Gibert
Delfí Abella i Gibert (n. Barcelona, 2 de febrer de 1925 - 1 de febrer de 2007) fou un psiquiatre i músic català de la Nova Cançó, membre d'Els Setze Jutges.

## Biografia
Era fill de Delfí Abella i Mercè Gibert, una família benestant de la comarca del Pallars Jussà instal·lada a Barcelona. L'any 1955 es casà amb Mercè Roca Junyent, filla de Joan Baptista Roca Caball, un dels fundadors d'Unió Democràtica de Catalunya. Fou un home de vasta cultura i de fermes conviccions catalanistes i cristianes.

### Carrera professional
Va estudiar la carrera de Medicina a la Universitat de Barcelona i després s'especialitzà en Psiquiatria, arribant a ser cap del servei de psiquiatria de l'Hospital de la Santa Creu i Sant Pau i catedràtic de psiquiatria de la Universitat Autònoma de Barcelona. Va ser professor de qui seria alcalde de Barcelona, Joan Clos. Fou un dels psiquiatres més reconeguts de Catalunya durant la segona meitat de segle.

### Nova cançó
Va a passar a formar part des de la seva creació (1962) fins a la seva dissolució (1968) del col·lectiu de cantautors catalans Els Setze Jutges, sent el membre de major edat, motiu pel qual va ser sobrenomenat entre els seus membres com "L'Avi".
En els seus primers anys com a cantant publicà tres discs de curta durada i després d'abandonar els escenaris va exercir com a crític de Destino.
L'estil d'Abella es basava sobretot en el terreny líric, amb aguts i satírics versos. Així ho reflectia el que potser seria la seva cançó més coneguda Cap al futbol, on amb gràcia crítica feia un retrat del món del futbol.
Delfí Abella també va adaptar peces d'artistes francesos com Georges Brassens, Barbara, Guy Béart o Anne Sylvestre, per a Maria del Mar Bonet, Guillermina Motta o Maria Amèlia Pedrerol. La seva adaptació més coneguda és "L'àguila negra" de Barbara, que va popularitzar Maria del Mar Bonet.
El 1996, Joan Manuel Serrat va enregistrar el tema d'Abella Quan érem infants en el seu doble disc d'homenatge a la Nova Cançó "Banda sonora d'un temps, d'un país". També hi va incloure l'adaptació de la cançó de Brassens La fille à cent sous (La noia de duro).
El 1998, va publicar un llibre amb un recopilatori dels versos de les seves cançons, titulat 30 cançons.
El 13 d'abril de 2007, el grup de cantants en el seu conjunt va rebre la Medalla d'Honor del Parlament de Catalunya, en reconeixement de la seva tasca en favor de la cultura i la llengua catalanes durant la dictadura; tanmateix, Maria del Mar Bonet va aprofitar l'avinentesa per criticar l'escassa promoció de la cançó catalana alhora que Guillermina Motta es queixava del tardà atorgament del guardó quan dos dels setze integrants ja havien faltat: Miquel Porter i Moix en 2004 i Delfí Abella l'1 de febrer de 2007.

### Vida política
Abella, com queda ben palès en la seva poesia, va ser durant tota la seva vida un fervent catalanista. Milità a Unió Democràtica de Catalunya, el partit fundat pel seu sogre Joan Baptista Roca Caball. N'abandonà la militància el novembre de 1978 amb motiu del 7è Congrés Nacional d'UDC en el qual s'expulsà el seu cunyat, Anton Cañellas. En seguí les passes i s'integrà a Centristes de Catalunya-UCD. Fou candidat a les primeres eleccions municipals de 1979 a Barcelona ocupant el 13è lloc de la candidatura de CC-UCD, però no sortí escollit.

## Obres publicades
- Mossèn Cinto vist del psiquiatre Anàlisi psico-patològica dels articles "en defensa pròpia", (1958)
- Tòtems actuals i altres assaigs, (1960)
- El nostre caràcter, (1961)
- L'orientació antropològica existencial de la psiquiatria, Institut d'Estudis Catalans, (1962)
- Estudio clínico y fenomenológico de la hipocondria, (1962)
- Què cal saber d'higiene mental, (1963)
- Geni i catalanitat de Ramon Llull, (1964)
- Psiquiatria fonamental, (1981)
- Trenta cançons (poesia), (1998)